# Guardias Rojos (Estados Unidos)
Los Guardias Rojos (en inglés: Red Guards) son colectivos heterogéneos estadounidenses de extrema izquierda que pregonan el marxismo-leninismo-maoísmo y específicamente su variante peruana, el pensamiento Gonzalo. Se originaron en Los Ángeles con otras ramas que operan en Austin, Kansas City, Pittsburgh y Charlotte, así como en St. Louis y San Marcos.
El grupo lleva el nombre de los Guardias Rojos que operaron bajo el régimen de Mao Zedong en la República Popular China durante la Revolución Cultural y que estaban compuestos por estudiantes militantes que hicieron campaña contra la cultura «reaccionaria y burguesa» del gigante asiático.

## Historia
A partir de 2015, los Guardias Rojos emprendieron una campaña anti-electoral, presionando por un boicot de las elecciones presidenciales de 2016, con el lema, ¡No vote, revuélvase!.
El 18 de julio de 2016, los Guardias Rojos de Austin realizaron una muestra de solidaridad con el movimiento Black Lives Matter. Los Guardias Rojos luego criticarían duramente el modo de operación de BLM, así como su liderazgo, declarando que el movimiento sería enfrentado por «apologistas de los cerdos».
Después de la elección del presidente Donald Trump en noviembre de 2016, los Guardias Rojos intensificaron sus esfuerzos, y declararon «La guerra no viene, está aquí y ahora» en su polémica Everywhere is a Battlefield (En todas partes hay un campo de batalla, traducido al idioma español).
El 21 de septiembre de 2017, una declaración conjunta de Kansas City Revolutionary Collective (más tarde conocido como Red Guards Kansas City), Red Guards Los Angeles, Tampa Maoist Collective, Queen City Maoist Collective (más tarde conocido como Red Guards Charlotte), Red Guards Austin, publicaron la Asociación Revolucionaria de Houston que criticó duramente y cortó públicamente todos los vínculos con el Colectivo Revolucionario de Saint Louis debido a la supuesta "cultura de seguridad horrenda" y "políticas de identidad armadas" dentro del liderazgo del Colectivo Revolucionario de Saint Louis.
El 8 de marzo de 2018, el Kansas City Revolutionary Collective se reconstituyó como Guardias Rojos de Kansas City debido a «un mayor nivel de unidad que se ha logrado después de casi dos años de lucha paciente con otros colectivos de Red Guards, específicamente Red Guards Austin» en lo que respecta a principalmente a cuestiones de «la universalidad de la guerra popular prolongada, la militarización del partido y la construcción concéntrica de los tres instrumentos para la revolución».
El 17 de diciembre de 2018, los Guardias Rojos de Austin se disolvieron; el 18 de mayo de 2019, los Guardias Rojos de Los Ángeles también le siguieron los pasos. Los grupos restantes y las organizaciones de Serve The People no se vieron afectadas y siguen funcionando.

## Ideología

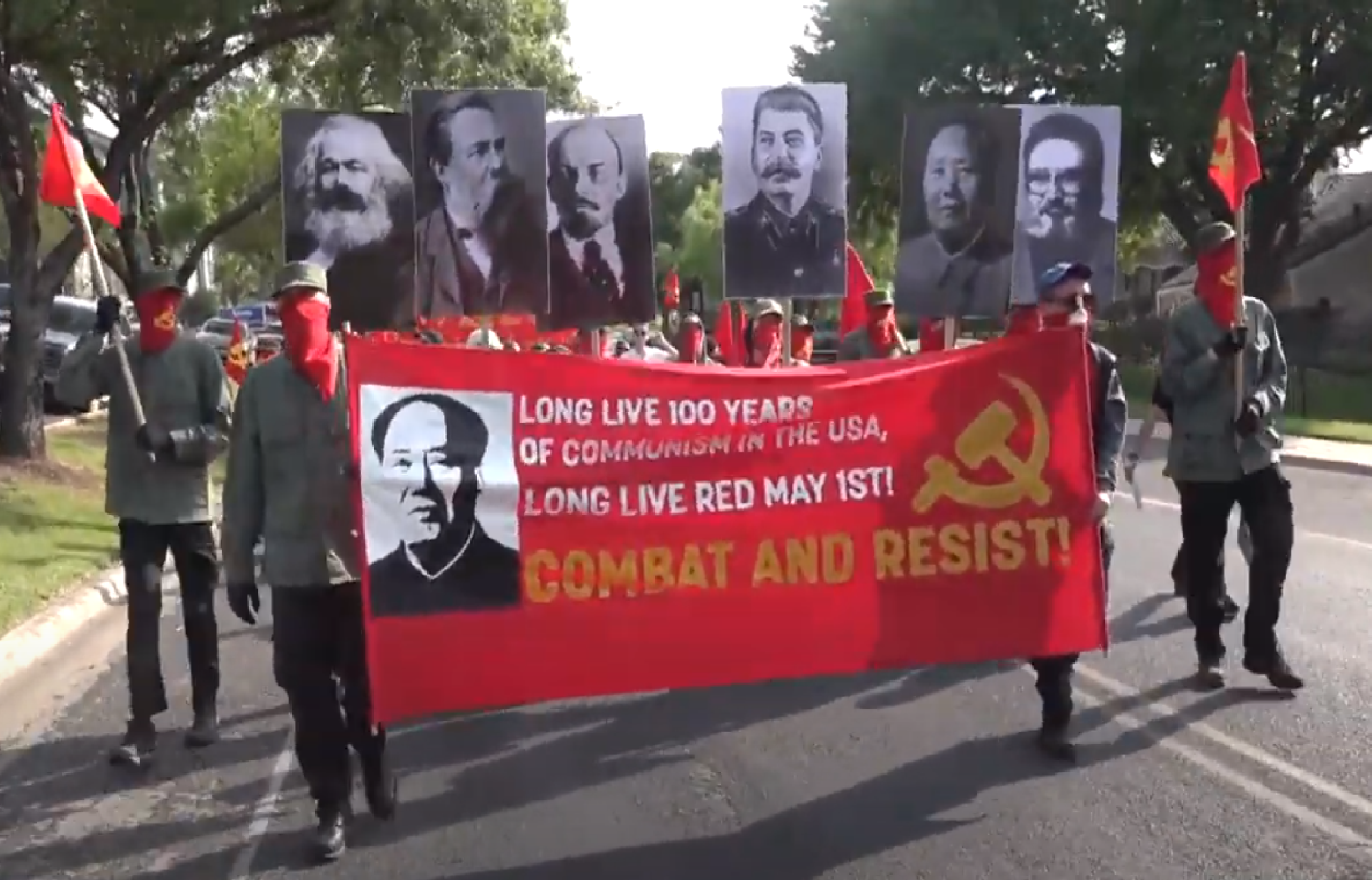
Los Guardias Rojos de Austin durante una marcha de 2019.

Los Guardias Rojos publicaron una descripción extensa de su filosofía política en un documento de posición publicado en línea en 2016, titulado ¡Condenados a ganar!. En el artículo, se explica que las estructuras teóricas de los colectivos se basan en la ideología del marxismo-leninismo-maoísmo, siendo el maoísmo el principal. Los Guardias Rojos tienen una reverencia específica por la rama del pensamiento Gonzalo de Abimael Guzmán, también denominado como "Presidente Gonzalo", quien dirigió la organización terrorista Sendero Luminoso y provocó la época del terrorismo entre los años 1980 y 2000 en Perú.
Han criticado a otros grupos de izquierda, incluidos los Socialistas Democráticos de América.

## Recepción
Los Guardias Rojos realizan la mayoría de los eventos a través de organizaciones de fachada, por lo que los comentaristas han señalado que es difícil rastrear su membresía. Hoy en día, la mayoría de los capítulos de los Guardias Rojos han sido abandonados o han anunciado su disolución. Los Guardias Rojos han sido formalmente condenados por el Partido Socialismo y Liberación (PSL). Tras un presunto asalto de los Guardias Rojos en Austin, el PSL emitió un comunicado que equiparaba las provocaciones de los Guardias Rojos a las tácticas utilizadas por el FBI como parte de COINTELPRO, que tenía como objetivo a los disidentes de izquierda en los años de 1960 y 1970 para su represión mediante el uso de agentes provocadores.